# NASCAR Winston Cup Series 1973
La NASCAR Winston Cup Series 1973 è stata la 25ª edizione del campionato professionale di stock car. Il campionato è cominciato il 21 gennaio per concludersi il 21 ottobre. Il campione in carica era Richard Petty.

## Campionato
Il campionato è stato vinto da Benny Parsons mentre la Chevrolet ha vinto il campionato costruttori.